# Methanogenium frigidum
A Methanogenium frigidum egy H2-használó metanogén, pszichrofil Archaea faj. Az archeák – ősbaktériumok – egysejtű, sejtmag nélküli prokarióta szervezetek. Sejtjei nem mozgékonyak, szabálytalan gömb alakúak, és 1,2–2,5 μm átmérőjűek. Pszichrofil, és enyhén halofil élőlény. Az Antarktiszon az Ace-tóban fordul elő.

## Fordítás
- Ez a szócikk részben vagy egészben  a   Methanogenium frigidum című angol Wikipédia-szócikk fordításán alapul.  Az eredeti cikk szerkesztőit annak laptörténete sorolja fel. Ez a jelzés csupán a megfogalmazás eredetét és a szerzői jogokat jelzi, nem szolgál a cikkben szereplő információk forrásmegjelöléseként.